# ديار آل داؤود (القطن)
'

تعديل مصدري - تعديل

ديار ال داؤود هي إحدى قرى عزلة القطن بمديرية القطن التابعة لمحافظة حضرموت، بلغ تعداد سكانها 35 نسمة حسب تعداد اليمن لعام 2004.